# 恒河桌山
恒河桌山(Ganges Mensa)是一座位于火星水手谷外侧支谷—恒河峡谷内的台地和内部层状沉积物。该桌山高出恒河峡谷谷底4公里，几乎与周围的卢娜高原一样高。同赫柏桌山一样，该桌山也已与周围峡谷崖壁完全分离，并受到持续的严重侵蚀，导致其覆盖范围出现缩退。
该桌山由分解为凹槽状的易碎薄单元层组成，多数研究人员将其解释为侵蚀性风成特征，并称之为雅丹地貌，其顶部覆盖着一层起源于火山的更耐蚀冠岩。据了解，虽然桌山是通过火山活动和沉积作用的某种组合而形成，但与桌山有关的火山作用是发生在冰下（巨型冰岩盖内），还是发生在水下（古湖泊内）仍存在争议。支持冰下假说的人认为恒河桌山是一座平顶火山，与在俄罗斯图瓦共和国阿扎斯高原所观察到的类似物极其相似。

## 背景
恒河桌山是一座坐落在水手大峡谷外侧恒河峡谷深邃上游盆地中的平顶山，其范围东西横跨近100公里（60英里），南北延伸50公里（30英里），北面以一堵陡峭绝壁为界，南面则逐渐斜伸到谷底；恒河桌山峰顶与谷底落差4公里（13000英尺），剖面平均高出谷底2公里（6600英尺） 。它和赫柏桌山是水手谷中唯一两座高出周边高原地形的桌山。类似于赫柏、卡普里桌山以及在水手谷中观察到的许多台地结构，桌山北面与峡谷崖壁间被一段护城河般的谷底隔开。一些研究人员解释说，恒河桌山覆盖在恒河峡谷上游的混沌地形之上。
该桌山周围环绕着火星极地外最广袤密集的沙丘海，广阔的沙质平原延伸至桌山南部，其间散布着丘岗平原和最大直径20公里（12英里），往东逐渐缩小的更小桌山。该地区被解释为是一处混沌地形或被覆盖、侵蚀的火山残体。桌山北部护城河般的区域主要是恒河峡谷崖壁崩塌形成的滑坡地形，该地区的部分区域已被后来的沙丘覆盖。
研究人员还报告了在恒河峡谷谷底可观察到的浅色丘堆中呈现出硫酸盐特征的证据，一些研究人员将这些地貌解释为源自恒河桌山单元内含硫酸盐岩层的侵蚀。
恒河桌山坐落在火星科普剌塔斯区，中心坐标位于西半球赤道附近的南纬7.2度、西经48.8度处。1930年，希腊裔法国天文学家欧仁·米歇尔·安东尼亚第在他撰写的《火星》（La Planéte Mars）手稿中，首次以古典反照率特征名对它进行了命名。2006年，国际天文联合会正式批准了恒河桌山这一名称。

## 地质

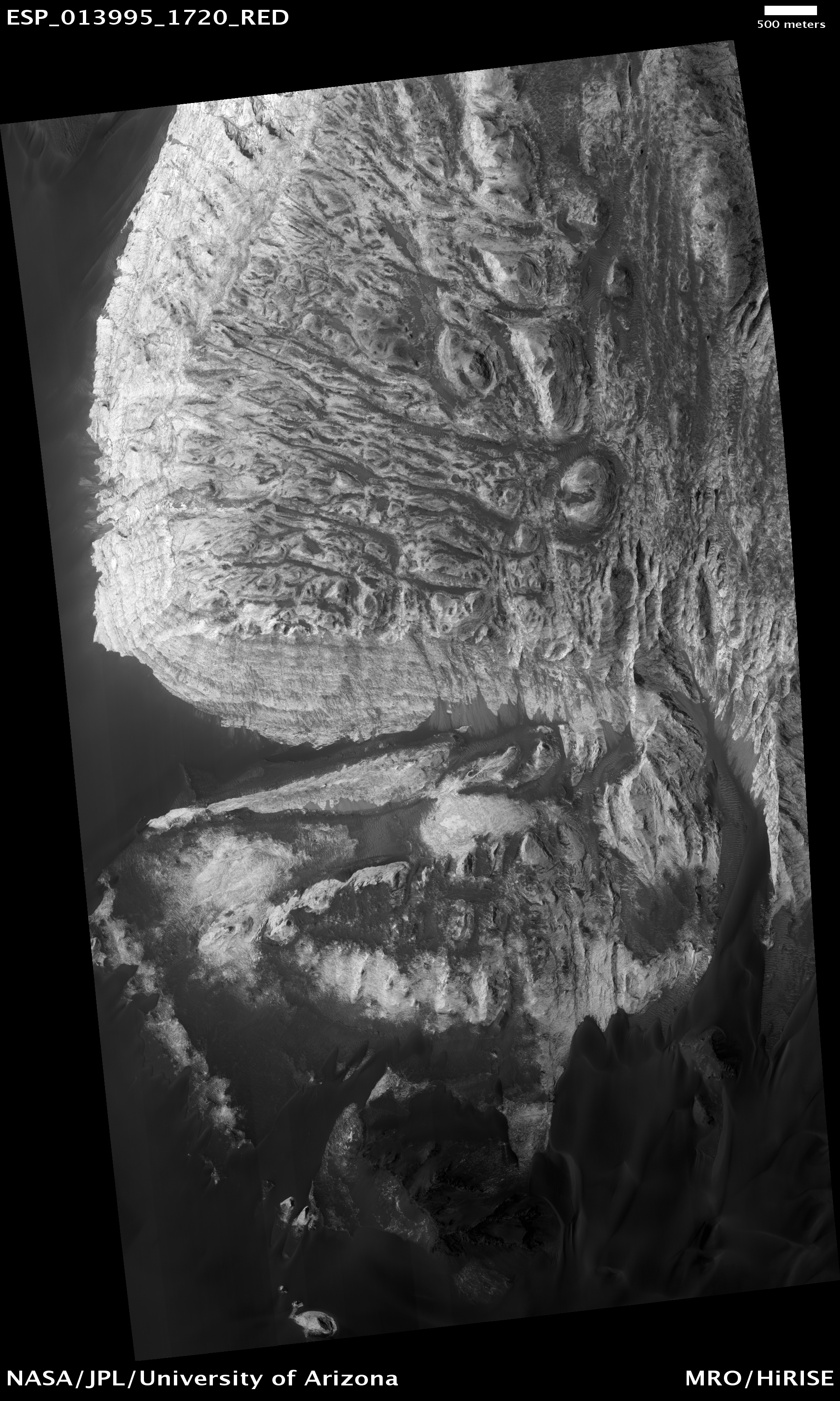
恒河桌山边缘之一的高分辨率成像科学设备图像。图像左侧可看到恒河峡谷谷底的沙丘海，其他沙丘在恒河桌山顶部形成黑色条纹，可看到向左侧倾斜的凹槽纹理。在恒河桌山，更陡峭的斜坡往往具有更亮的纹理。

研究人员已确定了桌山上由不同长度和分布形态的长条侵蚀凹槽（许多研究人员解释为雅丹地貌，可能是历史上地下水侵蚀的结果）以及不同反照率特征明确划分的两层、三层、四层或五层的地层单元。雅丹地貌是被风向稳定的风从基岩上切割出的细长线性地貌群，一行行覆盖在巨大的桌山表面，这些地貌通常有数百米长和数十米高，但在恒河桌山北面观察到的地貌变化更大，而更陡峭的桌山西南侧，则分布有最清晰的雅丹地貌，表明桌山这一部分的区域风蚀最严重。根据对地层中观察到存在角度整合现象的具体解释，这些单元形成于至少两次沉积事件中，其间至少夹杂着一次或可能两次延长的侵蚀期。
恒河桌山1900米（6200英尺）以上高度的基本地层单元显示出多水硫酸盐的光谱特征，如水镁矾。这些硫酸盐特征的分布在水手大峡谷的其他地方并不一致，但存在于厄俄斯和卡普里峡谷中，尤其是南面的卡普里桌山。其中一些单元是被部分研究人员解释为深色风积（风成）物前积层，这些深色地层缺乏普通辉石、橄榄石或铁氧化物（如赤铁矿）等镁铁质矿物的光谱特征。相对于凹槽地形，已观察到这些厚而易碎的沉积层倾斜15至25度，最大厚度可达1公里（3000英尺）。
它们被一层认为起源于火山的高耐蚀性冠岩覆盖，但由于下方疏松岩石的侵蚀而受到破坏。恒河桌山的冠岩并未显示出这种倾斜，而是水平叠加在这些沉积层之上，这些沉积层的年代暂定为亚马逊纪中晚期，同时还形成了一些流入到克律塞平原的溢出河道。沉积层冠岩上的深色穹丘和山脊在历史上与火山活动有关，但最近认为是该冠盖层的侵入性供给源。由于恒河桌山易受侵蚀和坍塌，其范围可能曾比现在所看到的要广阔得多。桌山以东10公里（6英里）处一座翻搅出的撞击坑裙坡似乎横切了一处被认为是桌山现已掩埋部分的构造。在桌山上已明显观察到这些脆弱地层单元（最明显的是桌山南侧下两处滑坡区中）大规模的块体崩塌。
研究人员将上述观察到的岩层称为内部层状沉积物，这对关注火星上过去生命可能性的研究人员具有相当大的吸引力，因为光谱推断存在水镁矾，一种多水合硫酸镁矿物。这种矿物仅在酸性水环境中才能大量形成，这表明发现这些物质的地区曾长期存在过液态水。恒河桌山是水手大峡谷中发现此类岩层的最西端区域。在地球环境中，多水合硫酸盐几乎总是与赤铁矿（一种已知在中性水环境中成岩的氧化铁矿物）一起出现，但在恒河桌山的水镁矾中并未发现赤铁矿的光谱特征。研究人员推测，恒河桌山的赤铁矿已经风化，不再大量存在于内部层状沉积物中，但在下游其它地方的内部层状沉积物中发现了赤铁矿，这表明包括恒河桌山在内的水手谷水环境在赫斯珀里亚纪晚期和亚马逊纪早期其酸性已变得越来越低。

### 形成机制解释

#### 冰下火山活动假说

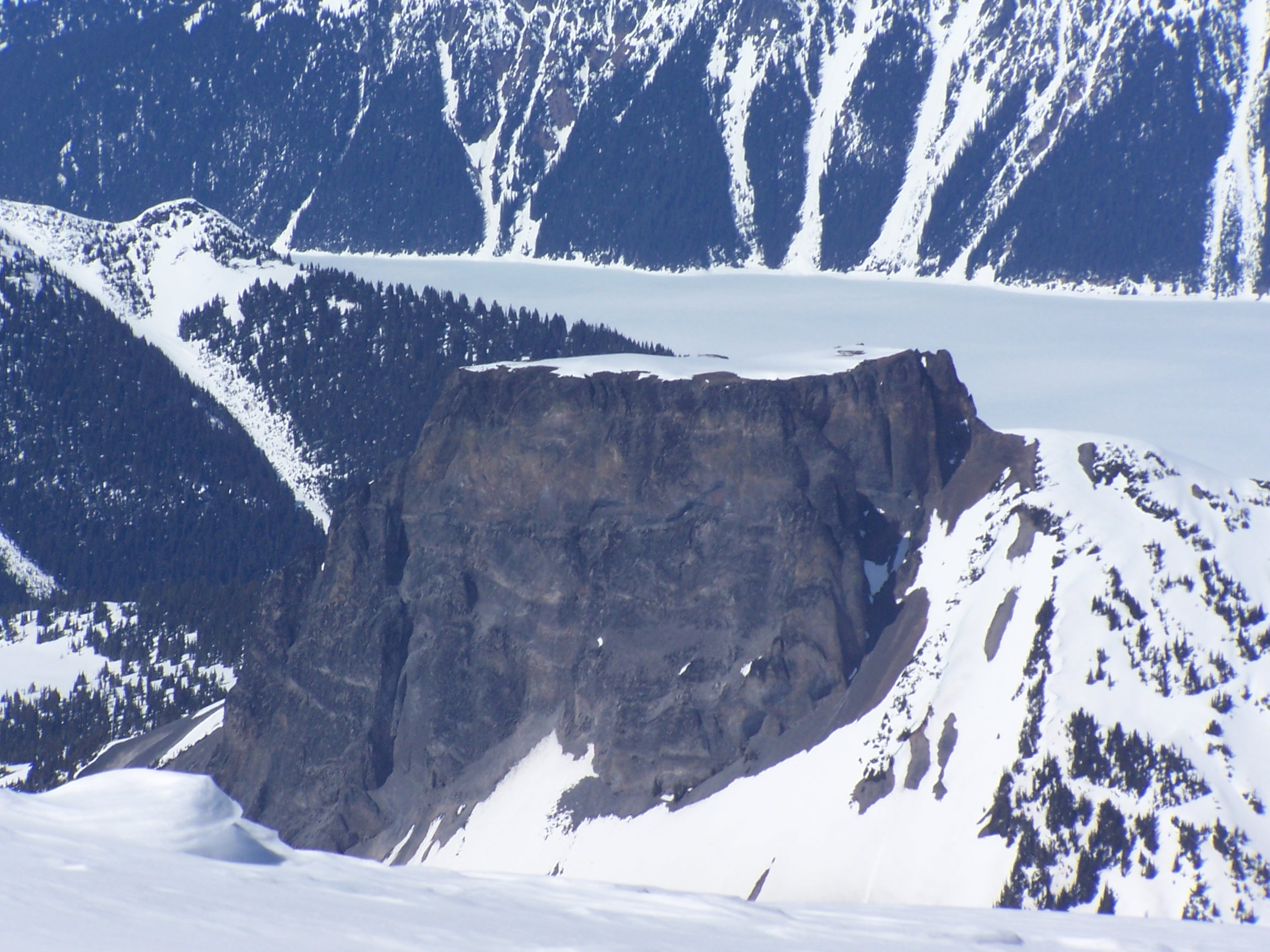
桌山，一座位于不列颠哥伦比亚省的平顶火山。一些研究人员试图将恒河桌山与不列颠哥伦比亚省的平顶火山相比，后者被认为是冰下火山活动的结果。

恒河桌山区和水手谷中其他内部层状沉积物与图瓦共和国（俄罗斯联邦主体）靠近贝加尔湖和蒙古边境地区的阿扎斯高原有着强烈的相似性。阿扎斯高原火山区被认为是由冰下火山活动所形成，因此，该机制被相应用来解释恒河桌山的地貌，类比为地球上的平顶火山。一些研究人员提出，恒河桌山可能是一个极其侵蚀的事例。历史上，其他研究人员还曾提出恒河桌山的现代形态是一种沉积作用，而非侵蚀作用。形成恒河桌山的火山活动可能发生在由冰组成的巨大冰核丘状岩盖中，或者发生在恒河峡谷内一座完全冻结的湖泊中。
冰下火山活动起源说的支持者指出，恒河桌山水平状的冠盖层在形态上与阿扎斯高原平顶火山上看到的盖层一致。在恒河桌山冠盖层上观察到的各种穹丘和弓形脊，导致一些人推测，这些可能的火山地貌实际上是岩浆岩脉、火山喷口或可能侵入了冠盖下方沉积层的残存火山颈证据。
恒河桌山冠盖下方厚而易碎的地层单元中存在大量可能与玻质碎屑岩密切相关的薄层，玻质碎屑岩是熔岩直接喷发到水或冰中，经淬火而成的火山角砾岩。这些玻质碎屑岩相被比为冰岛平顶火山的岩相。其他研究者也提出，就如在一些冰岛平顶火山中看到的那样，这些层状地形可能由镁铁质熔岩流与橙玄玻璃构成的凝灰岩交替组成。
然而，研究人员注意到，包括恒河桌山在内所研究的水手谷桌山周围是一片浩瀚的沙丘海，这在地球平顶火山附近从未被观察到。就桌山本身而言，前积层是地球平顶火山的典型特征，但在恒河桌山内观察到的倾斜层理，却较不列颠哥伦比亚省平顶火山中所观察到的要陡峭得多。

#### 水下火山活动假说

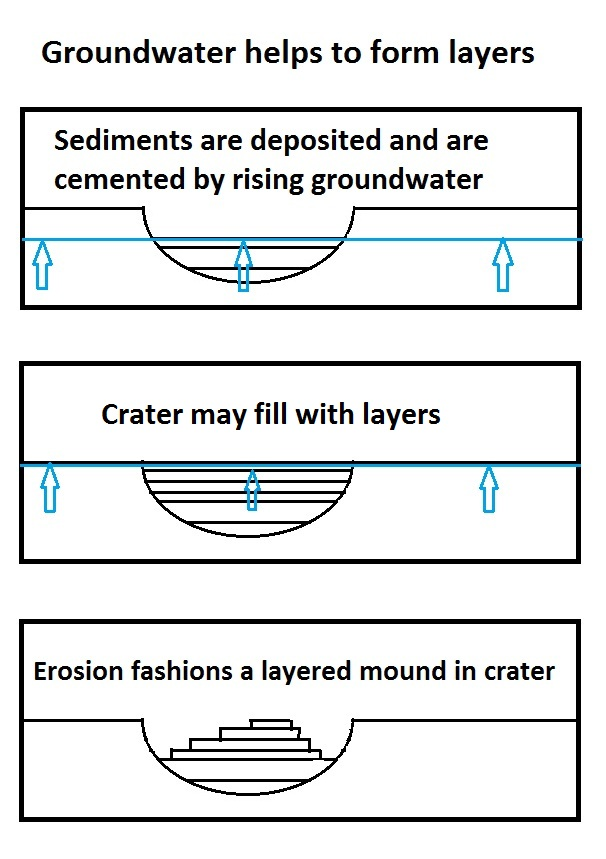
该示意图展示了根据沉积假说所提出的恒河桌山形成机制，恒河桌山产生于内部层状沉积物。

恒河桌山水下形成假说认为，该桌山的形成缘于一座持续数千米深的古湖泊下，是火山和沉积因素共同作用的结果。这一假说的支持者倾向于用低能量的沉积作用而非冰下火山假说来解释桌山的形成，提出是在赫斯珀里亚纪期间所沉积的基底富含硫酸盐的内部层状沉积物，当时环克律塞的溢出河道正在形成。
如果它们是浊积岩，水下形成说则可以解释恒河桌山岩壁内易碎的薄沉积层，但由于沉积颗粒的成分和与源头的距离可能不同，因此不一定能观察到陆相浊积岩传统的鲍马序列特征。
对恒河桌山这一假说的批评者指出，大峡谷中似乎没有任何障碍可将假设的古湖限定在通常作为水源的溢出河道下游（例如恒河峡谷如何通往克律塞平原高地)，以及在恒河桌山或水手谷的任何其他桌山上，也没有观察到可能对应于古湖岸线的阶坡地貌。更广泛地看，赫柏桌山也高出赫柏峡谷边缘，这对峡谷桌山更普遍的形成机制产生了影响，而这一切不太可能用湖泊机制来解释。 但完全有可能的是，地表重塑可能消除所有此类古岸线的痕迹，并且恒河峡谷的几何形状在过去可能已不同到足以支持一座深古湖的存在。

## 观测史

### 二十世纪
1987年，圣何塞州立大学的苏珊·内德尔（Susan S.Nedell）、大卫·安德森（David W.Andersen）以及美国宇航局艾姆斯研究中心的史蒂夫·斯奎爾斯报告了水手谷中存在内部层状沉积物，首次提供了对海盗号照片中有关河谷系统内地貌的结构、地层、分布及组成的详细观察。他们尤为关注坎多耳峡谷的沉积物，并作了一些区域性的概括。内德尔与合著者就这些沉积物的成因提出了初步假设。研究人员得出结论，最可能的形成机制一般为湖泊而非风成或火山爆发。她们还发现，层状沉积物与构成谷的物质并不相同，但她们也注意到，在沉积成因情况下，一些谷壁滑坡物质将不可避免地会并入到这些层状沉积物中。值得注意的是，内德尔及其同事并未明确肯定或否定这些沉积物的火山成因，无法确认包括恒河桌山在内的所有层状沉积物都没有与之有关的火山口。然而，她们还指出，一些火山和/或残余中心结构的存在，可能解释了这些层状沉积物的规模为何远超湖泊环境中通常所预计的沉积碎屑量。
1990年，亚利桑那大学的小松吾郎（Goro Komatsu）和罗伯特·斯特罗姆（Robert G.Strom）向第21届月球和行星科学会议提交了一份摘要，论述了最近对可能存在火山侵入桌山层状地形的地质观测。在此，小松和斯特罗姆支持恒河桌山的湖泊（湖泊沉积）起源假说。
1993年，亚利桑那大学的小松吾郎、保罗·盖斯勒（Paul E. Geissler）、罗伯特·斯特罗姆和罗伯特·辛格（Robert B. Singer）共同发表了一项对水手谷层状沉积物的考察研究，详尽阐述了在上次月球和行星科学会议上所论述的研究。
1994年，美国地质调查局的贝贝尔·卢奇塔（Baerbel K.Lucchitta）、南希·伊斯贝尔（Nancy K.Isbell）和安妮·霍明顿·克劳斯（Annie Howington Kraus）报告了水手谷地貌图与数字地面模型的对应关系，提出了对河谷系统地质年代的见解。研究人员认为，内部层状沉积物（如恒河桌山）不太可能起源于湖泊，因为鉴于峡谷系统的开放性，湖泊水位无法维持在沉积如此大特征所需的深度，尽管他们承认大峡谷系统的几何结构可能已有不同，且不同的裂谷可能是分离或孤立的盆地。但卢奇塔和她的同事们指出，并没有表明恒河峡谷被拦挡的证据，因此不太可能提出湖源假说。她们首先提出了恒河桌山可能是一座平顶火山，一座由喷发形成的巨大冰核丘状冰岩盖或浅冻湖的假设。

### 二十一世纪初
2000年，南達科他礦業及理工學院在月球与行星研究所的实习生詹妮弗·瓦戈纳（Jennifer A. Waggoner）和月球和行星研究所的艾伦·特雷曼（Allan H. Treiman）利用海盗号照片绘制了恒河桌山地质图，并将其细分为四种以印度四条恒河支流（根德格、布拉马普特拉、提斯塔、亚穆纳)命名的单元，水手9号数据则被用于创建层状沉积物的立体图像。瓦戈纳向第31届月球和行星科学会议提交了一份摘要，报告了她的研究结果。鉴于这些火星轨道器相机立体图像的使用，研究人员无法确认小松吾郎早在1993年所提出的存在角度不整合的情况。
2002年，斯基德莫尔大学在月球与行星研究所实习的梅雷迪斯·希比（Meredith A. Higbie）与月球和行星研究所的罗伯特·赫里克（Robert R. Herrick）和艾伦·特雷曼一起，向第33届月球和行星科学会议提交了一份摘要，叙述了之前根据水手9号和海盗号在恒河桌山记录到的数据所进行的地质测绘和描述内部层状沉积物(ILDs)特征的研究。希比和她的同事应用火星轨道器激光高度计和火星轨道器相机数据，详细阐述了瓦戈纳的早期研究，并按年代顺序将桌山结构划分为五种地层单元（自下而上为根德格、布拉马普特拉、提斯塔、亚穆纳和戈默蒂河）。
2004年，小松吾郎和意大利基耶蒂-佩斯卡拉大学的吉安·加布里埃尔·奥里（ Gian Gabriele Ori）、罗马第二大学保罗·恰尔切鲁蒂（Paolo Ciarcelluti）以及俄罗斯科学院的尤里·利塔索夫（Yury D.Litasov）首次将水手谷中内部层状沉积地形的桌山与图瓦（俄罗斯东部的联邦主体）阿扎斯高原的冰下火山特征进行了比较，研究人员特别将水手谷中作为桌山存在的内部层状沉积描述为很可能与地球上的平顶火山类似。这种见解促使罗斯·拜尔和阿尔弗雷德·麦克尤恩后来研究了这一假说，尤其是在恒河桌山背景下。
2004年，亚利桑那大学的罗斯·拜尔（Ross A. Beyer）在导师阿尔弗雷德·麦克尤恩（Alfred McEwen）的指导下发表了博士论文。在其他研究课题中，拜尔评估了恒河和赫柏桌山地层的倾斜度，在他2005年的出版物中报告了这项调查的细节。
2005年，亚利桑那大学的罗斯·拜尔和阿尔弗雷德·麦克尤恩利用火星轨道器激光高度计和火星轨道器相机数据尝试辨别恒河和赫柏桌山岩层中可见的黑色风成物质的倾斜度。这些地层最初被认为是基岩，但后来被怀疑类似于通常在地球平顶火山（从冰川下喷发的火山结构）中常见到的前积层，其角度通常在35度左右。倾角检测被认为是可能的，因为在恒河桌山南部所看到的这些地层的地形都呈凹槽状，允许对这些地层的倾斜面方向进行三维测量。两位研究者向第36届月球和行星科学会议提交了一份论述其研究的摘要，报告称恒河和赫柏桌山的这些前积层倾角太浅，无法与地球上相对应的前积层相比。恒河和赫柏桌山的形状也不是地球上平顶火山的特征，但“可能”代表了地球平顶火山如果也经历了非常严重的侵蚀后，可能会呈现的样子。
同年，罗斯·拜尔（现为美国航空航天局艾姆斯研究中心的成员）在出席美国地球物理联盟秋季会议时提交了一份报告摘要，阐述了应用更高分辨率的红外热辐射成像系统数据对恒河桌山构造地层的研究。拜尔更强烈（但不是决定性地）支持恒河桌山的形成方式类似于地球平顶火山这一假设，其依据是存在极易破碎、精细分层的风成碎屑与更耐侵蚀的火山物质。

### 2000年末至现今
2006年，罗斯·拜尔（美国宇航局艾姆斯研究中心）向第37届月球和行星科学会议提交了一份摘要，详细描述了对恒河桌山表面风成地貌的研究。拜尔还调查了桌山东部边缘附近的一座陨石坑，该陨坑似乎提供了掩埋后又被翻搅出的证据。陨坑露出的部分叠压在桌山一侧的坡脚上，为恒河桌山曾经是一片更广泛地貌，此后被严重风化的假设提供了重要的证据。
拜尔还在当年向美国地球物理联盟会议提交了一份报告，通过利用光学与红外矿物光谱仪数据所记录的含硫酸盐桌山层和恒河峡谷中浅色沉积堆之间相似的水镁矾特征信号，揭示了二者间的关系。
2008年，田纳西大学的马修·乔纳基（Matthew Chojnacki）和杰弗里·莫尔森（Jeffrey E.Moersch）在美国地球物理联盟秋季会议上展出了一张海报，报告了他们利用从中到高分辨率的热辐射成像系统、背景相机和高分辨率成像科学设备数据对水手谷沙漠的研究。在其他结果中，作者断言，恒河桌山周围的恒河峡谷是水手谷内（包括火星极地外最大沙漠）沙丘分布最密集的区域。
2008年，德国航空航天中心(DLR)的玛丽安·索维（Mariam Sowe）、恩斯特·豪伯（Ernst Hauber）和拉尔夫·乔曼（Ralf Jaumann）和美国布朗大学的约翰‧马斯塔（John F. Mustard）、利亚·罗奇（Leah H.Roach）以及柏林自由大学的格哈德·纽库姆（Gerhard Neukum）向欧洲行星科学大会提交了一份摘要，报告使用紧凑型火星侦察成像光谱仪（光谱）、热辐射成像系统（昼夜热物理性）和高分辨率立体相机（高程）数据对恒河桌山内部层状沉积物构成的分析结果。研究人员在恒河桌山上发现了支持盐湖成因的光谱特征，这主要是因为可能多水硫酸盐如水镁矾的存在。这些硫酸盐特征只在索维及其同事所确定的上段单元上被观察到。
2011年，玛丽安·索维、格哈德·纽库姆和拉尔夫·乔曼发表了一份整个水手谷内以及克律塞平原中内部层状沉积物的对比研究。恒河桌山是观察和研究水手大峡谷中这些内部层状沉积物的两个主要地点（另一处为厄俄斯峡谷）之一，其它的研究地点位于东北部下游。出版物中绘制了包括恒河桌山和厄俄斯峡谷在内的区域截面图，并在其中论述了内部层状沉积物特定的形成机制。
2017年，布林莫尔学院的塞尔比·卡尔-赫尔斯（Selby Cull Hearth和）和卡罗琳·克拉克（M.Caroline Clark）利用紧凑型火星侦察成像光谱仪数据对恒河峡谷的矿物进行了全面调查。作者重申，桌山较低水平层是一水硫酸盐和氧化铁的混合物。恒河桌山上拥有这些光谱特征的沉积物往往与周围地形形成更暗的对比，它们通常出现在更松散的沉积物中（包括周围谷底的沙丘）。研究人员在桌山中央山体上观察到了与恒河桌山崖底边界呈线性关系的橄榄石特征。但在2018年，阿塔卡马大学的乔瓦尼·莱昂内（Giovanni Leone）发表了对该论文的直接反驳，指出卡尔-赫尔斯和克拉克的研究是围绕恒河桌山和恒河峡谷的水合矿物需要水才能形成的假设而展开。莱昂内引用了各种文章，提出了最初合著者并未提及或反驳的替代解释。